# ザ・フェイム
『ザ・フェイム』 (英: The Fame) は、アメリカ合衆国の音楽家、レディー・ガガのデビュー盤。
『ザ・フェイム』は発売してからというもの、数々の賞を受賞した。第52回グラミー賞では5部門にノミネートされ、その中には年間アルバム賞も含まれる。結果的にグラミーではベスト・エレクトロニック/ダンス・アルバム部門と収録シングル「ポーカー・フェイス」へのベスト・ダンス・レコーディング部門を受賞しており、ブリット・アワードでも2010年の最優秀インターナショナル・アルバム賞を受賞した。2013年と2022年には『ローリング・ストーン誌が選ぶオールタイム・ベスト・デビュー・アルバム100』の一枚として選ばれており、2023年時点でBillboard 200では年代を問わない全体の売り上げランキングで第12位にランクされている。

## 制作背景とスタイル
本作の制作が行われたのは、ブリトニー・スピアーズやプッシーキャット・ドールズなどへの楽曲提供をしつつ、ガガがアーティストとしてニューヨークのクラブを制覇しつつある頃であった。2008年1月のMTVイギリスのインタビューにて、ガガは「2年半かけてアルバム制作に取り組んでいる」と答えている。RedOne、マーティン・キールセンバウム、ロブ・フサーリなどの協力のもと制作が進められ、ガガ本人も作詞作曲に携わった本作は、音楽的には80年代のシンセポップからの影響が色濃いダンス・ミュージックと位置づけられている。
収録された曲はその名の通り「富と名声」というテーマに基づいている。ガガは本作の制作意図について、「『Fame』というのは、誰もが自分を有名だと感じることがあるということ。大衆文化は芸術。大衆文化を憎んでも本物のクールさは味わえない。だから私はそれを受け入れて『ザ・フェイム』で表現した。私はあなたたち全員をパーティに招待したい。私のライフスタイルを皆にも味わって欲しいの」と解説している。

## 評価と売上
本作は批評家から肯定的な評価を受けた。ガガの才能は賞賛され、歌声はグウェン・ステファニーと比較された。
本作はイギリス、カナダ、アイルランドのチャートで1位を獲得、アメリカではBillboard 200チャートで最高4位、Dance/Electronic Albumsチャートで1位になった。日本においても大ヒットを記録しており、2010年5月時点で、出荷枚数が70万枚を超えたとの報道が出された。8月には、日本レコード協会から、75万枚以上を売り上げた作品へ贈られるトリプル・プラチナムに認定されている。全世界での売上は1200万枚以上に達した。
アルバムからのカットシングル2作も世界的なヒットとなった。1枚目のシングル『ジャスト・ダンス』はアメリカのBillboard Hot 100チャートを含む6カ国のチャートで1位を獲得し、続く2作目の『ポーカー・フェイス』はほとんど全ての音楽市場で1位になった。
ガガは本作を引っさげて初のコンサート・ツアー『The Fame Ball Tour』を行った。

## 収録曲解説
『ジャスト・ダンス』
ガガが10分で書き上げたもので、パーティから二日酔いで帰った人の様子を、人生の辛さと闘う人に向けて、快楽と愛情を主題に歌った曲だという。
『ラヴゲーム』
ガガがナイトクラブで肉体関係を楽しむ人々に影響を受け、4分で書いた曲であるという。
『パパラッチ』
About.comのインタビューで「自身の戦いと名声と愛に対する渇望に影響を受けて書いたものだ」と語られており、メディアを誘うことや名声と愛についての問題を提示するラブソングとなっている。
『ポーカー・フェイス』
博打を楽しむガガのボーイフレンドに影響を受けて制作され、歌詞はガガのバイセクシャルとしての経験に基づいている。
『ボーイズ・ボーイズ・ボーイズ』
モトリー・クルーの『ガールズ・ガールズ・ガールズ』に影響を受けており、その制作意図について「『ガールズ・ガールズ・ガールズ』の男性版を作りたかった」とガガは述べている。
『ビューティフル、ダーティ、リッチ』
自分探しについての曲で、ロワーイーストサイドに住んでいた頃にドラッグに手を出し、パーティ三昧の日々を送っていた経験が反映されている。
『エイ、エイ（ナッシング・エルス・アイ・キャン・セイ）』
今のボーイフレンドと別れ、新しい誰かを見つけることについて述べられている。
『ブラウン・アイズ』
イングランドのロックバンド、クイーンに影響を受けた曲である。

## ザ・モンスター
当初は8曲の新曲を収録した『ザ・フェイム』の再発版だったが、レディー・ガガと彼女の所属レーベルは『ザ・モンスター』は、独立したEPであると発表した。EPのデラックス版は、アルバムをまだ持たない人々のために『ザ・フェイム』のボーナス版がついている。

## 収録曲

### オリジナル版
| #         | タイトル                                                                                 | 作詞・作曲                                              | プロデューサー          | 時間  |
| --------- | ---------------------------------------------------------------------------------------- | ------------------------------------------------------- | ----------------------- | ----- |
| 1.        | 「ジャスト・ダンス (feat.コルビー・オドニス)」(Just Dance)                               | レディー・ガガ、RedOne、エイコン                        | RedOne                  | 4:02  |
| 2.        | 「ラヴゲーム」(LoveGame)                                                                 | ガガ、RedOne                                            | RedOne                  | 3:36  |
| 3.        | 「パパラッチ」(Paparazzi)                                                                | ガガ、ロブ・フサーリ                                    | フサーリ、ガガ          | 3:28  |
| 4.        | 「ビューティフル、ダーティ、リッチ」(Beautiful, Dirty, Rich)                             | ガガ、フサーリ                                          | フサーリ                | 2:53  |
| 5.        | 「エイ、エイ (ナッシング・エルス・アイ・キャン・セイ)」(Eh, Eh (Nothing Else I Can Say)) | ガガ、マーティン・キールセンバウム                      | キールセンバウム        | 2:57  |
| 6.        | 「ポーカー・フェイス」(Poker Face)                                                       | ガガ、RedOne                                            | RedOne                  | 3:59  |
| 7.        | 「ザ・フェイム」(The Fame)                                                               | ガガ、キールセンバウム                                  | キールセンバウム        | 3:43  |
| 8.        | 「マニー・ハニー」(Money Honey)                                                          | ガガ、RedOne、ビラル・ハジ                              | RedOne                  | 3:06  |
| 9.        | 「アゲイン・アゲイン」(Again Again)                                                      | ガガ、フサーリ                                          | フサーリ                | 3:05  |
| 10.       | 「ボーイズ・ボーイズ・ボーイズ」(Boys Boys Boys)                                         | ガガ、RedOne                                            | RedOne                  | 3:22  |
| 11.       | 「ブラウン・アイズ」(Brown Eyes)                                                         | ガガ、フサーリ                                          | フサーリ、ガガ          | 4:05  |
| 12.       | 「サマーボーイ」(Summerboy)                                                              | ガガ、ブライアン・キエラーフ、ジョシュア・M・シュワルツ | ブライアン & ジョシュア | 4:14  |
| 合計時間: | 合計時間:                                                                                | 合計時間:                                               | 合計時間:               | 42:21 |

| #         | タイトル                                        | 作詞・作曲             | プロデューサー   | 時間  |
| --------- | ----------------------------------------------- | ---------------------- | ---------------- | ----- |
| 13.       | 「アイ・ライク・イット・ラフ」(I Like It Rough) | ガガ、キールセンバウム | キールセンバウム | 3:22  |
| 合計時間: | 合計時間:                                       | 合計時間:              | 合計時間:        | 45:43 |

### 改訂版
改訂版はアルバムジャケットのアートワークも若干変化しており、『ラヴゲーム』『パパラッチ』『ボーイズ・ボーイズ・ボーイズ』『マニー・ハニー』がリミックスされている。『スターストラック』『ペーパー・ギャングスタ』『アイ・ライク・イット・ラフ』が加えられ、『アゲイン・アゲイン』が取り除かれた。
| #         | タイトル | 作詞・作曲                                                   | プロデューサー                         | 時間  |
| --------- | --- | ------------------------------------------------------------ | -------------------------------------- | ----- |
| 1.        | 「ジャスト・ダンス」(feat.コルビー・オドニス)                                                                      | レディー・ガガ、RedOne、エイコン                             | RedOne                                 | 4:02  |
| 2.        | 「ラヴゲーム」 | ガガ、RedOne                                                 | RedOne                                 | 3:36  |
| 3.        | 「パパラッチ」 | ガガ、ロブ・フサーリ                                         | フサーリ、ガガ                         | 3:28  |
| 4.        | 「ポーカー・フェイス」                                                                                             | ガガ、RedOne                                                 | RedOne                                 | 3:57  |
| 5.        | 「エイ、エイ (ナッシング・エルス・アイ・キャン・セイ)」                                                            | ガガ、マーティン・キールセンバウム                           | キールセンバウム                       | 2:57  |
| 6.        | 「ビューティフル、ダーティ、リッチ」                                                                               | ガガ、フサーリ                                               | フサーリ                               | 2:53  |
| 7.        | 「ザ・フェイム」                                                                                                   | ガガ、キールセンバウム                                       | キールセンバウム                       | 3:43  |
| 8.        | 「マニー・ハニー」                                                                                                 | ガガ、RedOne、ビラル・ハジ                                   | RedOne                                 | 3:06  |
| 9.        | 「スターストラック feat. スペース・カウボーイ&フロー・ライダー」(Starstruck (featuring Space Cowboy and Flo Rida)) | ガガ、キールセンバウム、ニック・ドレスティ、フロー・ライダー | キールセンバウム、スペース・カウボーイ | 3:37  |
| 10.       | 「ボーイズ・ボーイズ・ボーイズ」                                                                                   | ガガ、RedOne                                                 | RedOne                                 | 3:22  |
| 11.       | 「ペーパー・ギャングスタ」(Paper Gangsta)                                                                          | ガガ、RedOne                                                 | RedOne                                 | 4:25  |
| 12.       | 「ブラウン・アイズ」                                                                                               | ガガ、フサーリ                                               | フサーリ、ガガ                         | 4:05  |
| 13.       | 「アイ・ライク・イット・ラフ」                                                                                     | ガガ、キールセンバウム                                       | キールセンバウム                       | 3:22  |
| 14.       | 「サマーボーイ」                                                                                                   | ガガ、ブライアン・キエラーフ、ジョシュア・M・シュワルツ      | ブライアン & ジョシュア                | 4:14  |
| 合計時間: | 合計時間: | 合計時間:                                                    | 合計時間:                              | 50:20 |

| #         | タイトル                           | 作詞・作曲                             | プロデューサー | 時間  |
| --------- | ---------------------------------- | -------------------------------------- | -------------- | ----- |
| 15.       | 「ディスコ・ヘブン」(Disco Heaven) | ガガ、フサーリ、トム・カーファフィアン | フサーリ       | 3:41  |
| 合計時間: | 合計時間:                          | 合計時間:                              | 合計時間:      | 54:01 |

| #         | タイトル | 作詞・作曲             | プロデューサー   | 時間  |
| --------- | --- | ---------------------- | ---------------- | ----- |
| 16.       | 「ポーカー・フェイス」(ピアノバージョン)                                                                                 | ガガ、RedOne           | RedOne           | 3:38  |
| 17.       | 「ジャスト・ダンス」(feat.コルビー・オドニス)                                                                            | ガガ、RedOne、エイコン | RedOne           | 2:05  |
| 18.       | 「エイ、エイ (ナッシング・エルス・アイ・キャン・セイ)」(エレクトロニックピアノ & ヒューマン・ビート・ボックスバージョン) | ガガ、キールセンバウム | キールセンバウム | 3:03  |
| 19.       | 「アゲイン・アゲイン」                                                                                                   | ガガ、フサーリ         | フサーリ         | 3:05  |
| 合計時間: | 合計時間: | 合計時間:              | 合計時間:        | 66:09 |

2009年に発売されたイギリス、アイルランド、日本版は、オリジナル版と改訂版の全てのトラックが含まれている。
| #         | タイトル                                                          | 作詞・作曲                                   | プロデューサー                         | 時間  |
| --------- | ----------------------------------------------------------------- | -------------------------------------------- | -------------------------------------- | ----- |
| 5.        | 「アイ・ライク・イット・ラフ」                                    | ガガ、キールセンバウム                       | キールセンバウム                       | 3:24  |
| 6.        | 「エイ、エイ (ナッシング・エルス・アイ・キャン・セイ)」           | ガガ、キールセンバウム                       | キールセンバウム                       | 2:57  |
| 7.        | 「スターストラック」(feat. スペース・カウボーイ&フロー・ライダー) | ガガ、キールセンバウム、ドレスティ、ライダー | キールセンバウム、スペース・カウボーイ | 3:37  |
| 8.        | 「ビューティフル、ダーティ、リッチ」                              | ガガ、フサーリ                               | フサーリ                               | 2:53  |
| 9.        | 「ザ・フェイム」                                                  | ガガ、キールセンバウム                       | キールセンバウム                       | 3:43  |
| 10.       | 「マニー・ハニー」                                                | ガガ、RedOne、ビラル・ハジ                   | RedOne                                 | 2:52  |
| 11.       | 「ボーイズ・ボーイズ・ボーイズ」                                  | ガガ、RedOne                                 | RedOne                                 | 3:22  |
| 12.       | 「ペーパー・ギャングスタ」                                        | ガガ、RedOne                                 | RedOne                                 | 4:25  |
| 13.       | 「ブラウン・アイズ」                                              | ガガ、フサーリ                               | フサーリ、ガガ                         | 4:05  |
| 14.       | 「サマーボーイ」                                                  | ガガ、キエラーフ、シュワルツ                 | ブライアン & ジョシュア                | 4:14  |
| 15.       | 「ディスコ・ヘブン」(ボーナス・トラック)                          | ガガ、フサーリ、カーファフィアン             | フサーリ                               | 3:41  |
| 16.       | 「アゲイン・アゲイン」(ボーナス・トラック)                        | ガガ、フサーリ                               | フサーリ                               | 3:05  |
| 合計時間: | 合計時間:                                                         | 合計時間:                                    | 合計時間:                              | 57:23 |

| #         | タイトル                                        | 作詞・作曲     | プロデューサー | 時間  |
| --------- | ----------------------------------------------- | -------------- | -------------- | ----- |
| 17.       | 「レトロ・ダンス・フリーク」(Retro Dance Freak) | ガガ、フサーリ | フサーリ       | 3:23  |
| 合計時間: | 合計時間:                                       | 合計時間:      | 合計時間:      | 60:45 |

## リリース日一覧
| 地域           | リリース日     | 規格                                         |
| -------------- | -------------- | -------------------------------------------- |
| カナダ         | 2008年8月19日  | CD、デジタル・ダウンロード                   |
| ヨーロッパ     | 2008年8月29日  | CD、デジタル・ダウンロード                   |
| オーストラリア | 2008年9月6日   | CD、デジタル・ダウンロード                   |
| オーストラリア | 2008年11月15日 | CD、デジタル・ダウンロード                   |
| ドイツ         | 2008年9月19日  | CD、デジタル・ダウンロード                   |
| フランス       | 2008年10月13日 | CD、デジタル・ダウンロード                   |
| アメリカ合衆国 | 2008年10月28日 | CD、LP、デジタル・ダウンロード               |
| イタリア       | 2008年10月31日 | CD、デジタル・ダウンロード                   |
| イタリア       | 2009年1月30日  | CD、デジタル・ダウンロード（新ヴァージョン） |
| アイルランド   | 2009年1月9日   | CD、デジタル・ダウンロード                   |
| イギリス       | 2009年1月12日  | CD、デジタル・ダウンロード                   |
| スペイン       | 2009年2月24日  | CD                                           |
| ブラジル       | 2009年3月24日  | CD                                           |
| 中国           | 2009年5月4日   | CD                                           |
| 日本           | 2009年5月20日  | CD                                           |
| 日本           | 2009年7月22日  | CD(DVD付限定版)                              |

## チャート
| チャート                             | 最高 順位 |
| ------------------------------------ | --------- |
| オーストラリア ARIA Charts           | 4         |
| オーストリア Ö3 Austria Top 40       | 2         |
| ブラジル ウルトラトップ50 (Flanders) | 4         |
| カナダ Canadian Albums Chart         | 1         |
| Danish Albums Chart                  | 2         |
| Dutch Albums Chart                   | 15        |
| European Top 100 Albums              | 3         |
| Finnish Albums Chart                 | 3         |
| French Albums Chart                  | 48        |
| German Albums Chart                  | 3         |
| Greek Albums Chart                   | 11        |
| Irish Albums Chart                   | 1         |
| Italian Albums Chart                 | 32        |
| 日本 オリコンチャート                | 6         |
| Polish Albums Chart                  | 6         |
| New Zealand Albums Chart             | 2         |
| Norway Albums Chart                  | 4         |
| Spanish Albums Chart                 | 37        |
| Swedish Albums Chart                 | 23        |
| Switzerland Albums Chart             | 8         |
| UK Albums Chart                      | 3         |
| U.S. Billboard 200                   | 2         |
| U.S. Billboard Comprehensive Albums  | 4         |
| U.S. Billboard Top Digital Albums    | 6         |
| U.S. Billboard Top Electronic Albums | 1         |

### ゴールド等認定
| 国               | ゴールド等認定     | 売上       |
| ---------------- | ------------------ | ---------- |
| オーストラリア   | ダブル・プラチナ   | 180,000+   |
| カナダ           | トリプル・プラチナ | 240,000+   |
| ニュージーランド | プラチナ           | 30,000+    |
| アイルランド     | プラチナ           |            |
| 日本             | トリプル・プラチナ | 750,000+   |
| ポーランド       | ゴールド           | 10,000+    |
| イギリス         | プラチナ           | 700,000+   |
| アメリカ合衆国   | プラチナ           | 1,400,000+ |